# Timișoara 89ers 2022
Questa voce raccoglie le informazioni riguardanti i Timișoara 89ers nelle competizioni ufficiali della stagione 2022.

## Campionatul Naţional de Fotbal American 2022

### Stagione regolare
| 11 settembre 2022 1ª giornata | Timișoara 89ers | 27 – 30 | Cluj Crusaders |  |

| Bucarest 25 settembre 2022, ore 16:00 2ª giornata | Bucharest Rebels | 54 – 0 | Timișoara 89ers | Stadion Metrorex |

| Bucarest 8 ottobre 2022, ore 18:00 3ª giornata | Bucharest Titans | 8 – 41 (0-14 0-13 8-0 0-14) | Timișoara 89ers | Baza Sportiva ASPOL |

| Timișoara 23 ottobre 2022, ore 11:00 4ª giornata | Timișoara 89ers | 20 – 54 (0-0 8-32 0-8 12-14) | Mures Monsters | Teren de sport Textila |

| 5 novembre 2022, ore 14:00 5ª giornata | Reșița Locomotives | 37 – 35 (10-0 0-14 20-7 7-14) | Timișoara 89ers |  |

## Statistiche di squadra
| Competizione      | %Vittorie | In casa | In casa | In casa | In casa | In casa | In casa | In trasferta | In trasferta | In trasferta | In trasferta | In trasferta | In trasferta | Totale | Totale | Totale | Totale | Totale | Totale |
| Competizione      | %Vittorie | G       | V       | N       | P       | Pf      | Ps      | G            | V            | N            | P            | Pf           | Ps           | G      | V      | N      | P      | Pf     | Ps     |
| ----------------- | --------- | ------- | ------- | ------- | ------- | ------- | ------- | ------------ | ------------ | ------------ | ------------ | ------------ | ------------ | ------ | ------ | ------ | ------ | ------ | ------ |
| Stagione regolare | .200      | 2       | 0       | 0       | 2       | 47      | 84      | 3            | 1            | 0            | 2            | 76           | 99           | 5      | 1      | 0      | 4      | 123    | 183    |
| Totale            | .200      | 2       | 0       | 0       | 2       | 47      | 84      | 3            | 1            | 0            | 2            | 76           | 99           | 5      | 1      | 0      | 4      | 123    | 183    |